# Криворучко, Юрий Григорьевич
Ю́рий Григо́рьевич Кривору́чко (укр. Юрій Григорович Криворучко; род. 19 декабря 1986, Львов) — украинский шахматист, гроссмейстер (2006), чемпион Украины (2013). Заслуженный мастер спорта Украины.
В составе сборной Украины стал серебряным призёром Олимпиады 2016, командного чемпионата мира 2015 и бронзовым призёром командного чемпионата мира 2013.

## Карьера
В 2004 году занял 3-е место на юношеском чемпионате Европы.
В 2008 году разделил 1-8 места на турнире Cappelle-la-Grande Open. В 2009 году играл за сборную Украины на командном чемпионате Европы и разделил 1-4 места на Reykjavik Open.
В 2010 году разделил 1-6 места на 2-м международном турнире в Ретимноне, а также 1-3 места на турнире в Палеохоре.
В 2013 году стал чемпионом Украины, обыграв на тай-брейке Руслана Пономарёва.
В 2013 году на Кубке мира Криворучко, одержав победу в 1-м и 2-м кругах над Паримарджаном Неги (4-2) и Майклом Адамсом (2½-1½), уступил в 3-м круге Василию Иванчуку на тай-брейке со счётом 1-3.
В декабре 2013 года в составе сборной Украины стал бронзовым призером командного чемпионата мира, набрав 4 очка из 7 (+3=2-2), занял 3-е место на 4-й доске, показав перформанс 2675.
В марте 2014 года Криворучко набрал 7 очков из 11 (+4-1=6) и занял 28-е место на чемпионате Европы, однако не смог квалифицироваться на Кубок мира 2015. В августе 2014 года, набрав 6 очков из 9 (+3-0=6), занял 10-е место на турнире в Абу-Даби.